# Nafisa Abu Bakr al-Malik
Nafisa Abu Bakr al- Malik (árabe نفيسة ابو بكر المليك)  (Rufa'a, Sudán, 1932) es una educadora y activista por los derechos de las mujeres sudanesa, pionera en la defensa de la educación de las niñas. 

## Biografía
Nació en Rufa'a debido a los frecuentes traslados de su padre. Se educó en Rufa'a, Puerto Sudán y Jartum Norte y completó su educación intermedia en Omdurman es la escuela internacional de mujeres jóvenes.
Educadora sudanesa y una de las mujeres pioneras en educación en el período colonial, Al-malik es una figura política y una profesora capacitada de profesión.
Al-Malik fue una de las fundadoras del Sindicato de Docentes Sudanesas en 1949, y su nombre figuraba como miembro cuando el sindicato celebró su segunda conferencia general el 24 de abril de 1952.
Empezó a trabajar en la escuela primaria después de graduarse de la formación de maestros en la universidad. En 1947, tomó el curso de calificación en la escuela de maestros intermedios para niñas, se unió a la escuela de formación de maestros como maestra de la escuela y se convirtió en directora de la escuela después de la muerte de su padre en 1969.